# Luigi Sala
Luigi Sala (ur. 21 lutego 1974 w Mariano Comense) – włoski piłkarz występujący na pozycji środkowego obrońcy. Obecnie gra w UC AlbinoLeffe.

## Kariera klubowa
Luigi Sala zawodową karierę rozpoczynał w 1992 roku w Calcio Como. Spędził w nim trzy sezony, podczas których w rozgrywkach ligowych rozegrał 60 meczów. W 1995 roku Włoch trafił do Bari, w barwach którego 25 sierpnia w zremisowanym 1:1 spotkaniu z SSC Napoli zadebiutował w Serie A. Bari w ligowej tabeli zajęło piętnaste miejsce i spadło do drugiej ligi, jednak w sezonie 1996/1997 uplasowało się na czwartej pozycji w Serie B i powróciło do grona pierwszoligowców.
Latem 1998 roku Sala podpisał kontrakt z Milanem. W ekipie „Rossonerich” spędził trzy lata, w trakcie których w linii obrony grał u boku takich zawodników jak Paolo Maldini, Alessandro Costacurta, Thomas Helveg, Roberto Ayala czy Serginho. Z Milanem Sala w sezonie 1998/1999 sięgnął po tytuł mistrza Włoch, ale oprócz tego nie odnosił już żadnych sukcesów. Podczas rozgrywek 2000/2001 wziął udział tylko w trzynastu pojedynkach Serie A, w tym tylko siedem razy rozpoczął mecz w podstawowym składzie.
W 2001 roku włoski obrońca opuścił San Siro i przeniósł się do Atalanty BC. W nowej drużynie bez problemów wywalczył sobie miejsce w wyjściowej jedenastce i przez dwa sezony rozegrał 62 ligowe spotkania. W sezonie 2002/2003 Atalanta spadła jednak do drugiej ligi, a Sala został wypożyczony do pierwszoligowego Chievo Werona. W nowym klubie spędził jeden sezon, a Atalanta w tym czasie powróciła do Serie A. Podczas rozgrywek 2004/2005 zespół z Bergamo ponownie spadł jednak do Serie B, a Włoch zdecydował się na odejście z drużyny.
Ostatecznie Sala w letnim okienku transferowym zasilił Sampdorię. W ekipie „Blucerchiatich” po raz pierwszy wystąpił 27 sierpnia 2005 roku podczas przegranego 2:1 wyjazdowego meczu z Fiorentiną. W Sampdorii Sala początkowo tworzył linię obrony razem z Cristianem Zenonim, Maxem Tonetto, Marcello Castellinim. Dla klubu z Genui wychowanek Como zaliczył łącznie 72 ligowe występy.
23 sierpnia 2008 roku Sala przeszedł do Udinese Calcio, jednak od początku pobytu w tym zespole pełni rolę rezerwowego. Rozegrał dla niego tylko dwa mecze w Serie A, po czym latem 2009 roku przeszedł do UC AlbinoLeffe.

## Kariera reprezentacyjna
W latach 1995–1996 Sala siedem razy został powołany do reprezentacji Włoch do lat 21, jednak nie udało mu się w niej zadebiutować. Do seniorskiej kadry został powołany dwa razy. Spotkania z Walią i Szwajcarią rozegrane w czerwcu 1999 roku przesiedział jednak na ławce rezerwowych i ostatecznie nie rozegrał dla drużyny narodowej ani jednego spotkania.